# Dan Shechtman
Daniel Shechtman (en hebreu: דן שכטמן) (nascut el 24 de gener de 1941 a Tel-Aviv) és un científic guardonat amb el Premi Nobel de Química de 2011, bàsicament per la seva recerca en els quasicristalls.
És professor de ciència dels materials al Technion – Israel Institute of Technology, que està associat al laboratori Ames Laboratory del Departament d'Energia dels Estats Units i també professor de ciència dels materials a la Universitat Estatal d'Iowa. El 8 d'abril de 1982 descobrí la fase icosahèdrica que obrí un nou camp en l'estudi dels quasicristalls.